# Liste des maires de Guivry
Pour un article plus général, voir Guivry.
La Liste des maires de Guivry regroupe les noms des maires de la commune de Guivry avec leur date de prise de fonction ainsi que les dates de fin de fonctions des maires. 

## Liste des maires
| Période                                  | Période   | Identité                        | Étiquette | Qualité |
| ---------------------------------------- | --------- | ------------------------------- | --------- | ------- |
| 1802                                     | 1808      | Jean François Margottet         |           |         |
| 1808                                     | 1812      | Jean Charles Guillot            |           |         |
| 1813                                     | 1823      | Charles Letoille                |           |         |
| 1823                                     | 1832      | Antoine François de Dode        |           |         |
| 1832                                     | 1835      | Jean François Isidore Germain   |           |         |
| 1835                                     | 1837      | François Emmanuel Guffroy       |           |         |
| 1837                                     | 1837      | Charles Letoille                |           |         |
| 1837                                     | 1837      | Charles Louis Guffroy           |           |         |
| 1837                                     | 1840      | Mary Denis Josse                |           |         |
| 1840                                     | 1846      | Jean François de Dode           |           |         |
| 1846                                     | 1848      | Alexandre de Sezille            |           |         |
| 1849                                     | 1852      | Charles Louis Marie Francelle   |           |         |
| 1852                                     | 1852      | Jean François Ferdinand Remy    |           |         |
| 1852                                     | 1862      | Auguste Alexandre Guffroy       |           |         |
| 1862                                     | 1862      | Jean François Ferdinand Remy    |           |         |
| 1862                                     | 1875      | Jean Charles Boromée Germain    |           |         |
| 1875                                     | 1876      | Hilarion François               |           |         |
| 1877                                     |           | Remy                            |           |         |
| 1878                                     | 1886      | Charles Boromée Germain         |           |         |
| 1886                                     | 1892      | Jean François Ferdinand Remy    |           |         |
| 1892                                     | 1908      | Auguste Alexis Adolphe Letoille |           |         |
| 1908                                     | 1916      | Achille Lequeux                 |           |         |
| 1917                                     | 1918      | Albert Germain                  |           |         |
| 1918                                     | 1945      | Achille Lequeux                 |           |         |
| 1945                                     | 1971      | Robert Dassonville              |           |         |
| mars 1971                                | mars 2008 | Hervé François                  |           |         |
| mars 2008                                |           | Nadine Podevin                  |           |         |
| Les données manquantes sont à compléter. |           |                                 |           |         |

## Compléments